# Take You Dancing
«Take You Dancing» — песня канадского певца Джейсона Деруло, вышедшая 23 июля 2020 на Atlantic Records. Песня была написана Джейсоном Деруло, Эмануэлем Кириаку, Сарой Соловей, Шоном Чарльзом и Теему Брунилой.

## История
Говоря о песне, Деруло сказал: «В наши дни нам всем нужна песня, которая поднимет нас. Надеюсь, „Take You Dancing“ может стать светом в эти тяжелые дни».
Деруло объявил о запуске сингла 16 июля 2020 года в своих социальных сетях.

## Музыкальное видео
Музыкальное видео поставил режиссёр Christian Breslauer, премьера прошла 27 августа 2020 года на канале YouTube.

## Коммерческий успех
Песня вошла в десятку лучших хитов в Бельгии, Израиле, Ирландии, Норвегии, Шотландии, в том числе, достигла седьмого места в британском официальном хит-параде UK Singles Chart.

## Список треков
Слова и музыка написаны Джейсоном Деруло, Эмануэлем Кириаку, Сарой Соловей, Шоном Чарльзом и Теему Брунилой.
Цифровые загрузки
| №  | Название           | Длительность |
| -- | ------------------ | ------------ |
| 1. | «Take You Dancing» | 3:10         |

Цифровые загрузки — Owen Norton Remix
| №  | Название                               | Длительность |
| -- | -------------------------------------- | ------------ |
| 1. | «Take You Dancing» (Owen Norton Remix) | 3:17         |

Цифровые загрузки — R3hab Remix
| №  | Название                         | Длительность |
| -- | -------------------------------- | ------------ |
| 1. | «Take You Dancing» (R3hab Remix) | 2:55         |

Цифровые загрузки — Bruno Martini Remix
| №  | Название                                 | Длительность |
| -- | ---------------------------------------- | ------------ |
| 1. | «Take You Dancing» (Bruno Martini Remix) | 2:32         |

Цифровые загрузки — Roisto Remix
| №  | Название                          | Длительность |
| -- | --------------------------------- | ------------ |
| 1. | «Take You Dancing» (Roisto Remix) | 2:41         |

## Участники записи
По данным сервиса Tidal.
- Emanuel «Eman» Kiriakou — продюсер, бас, редактор, звукоинженер, гитара, клавишные, программист, автор
- Teemu Brunila — продюсер, бас, редактор, звукоинженер, гитара, клавишные, программист, автор
- Chris Gehringer — мастеринг
- Serban Ghenea — микширование
- Ben Hogarth — запись
- Jason Derulo — вокал, автор
- Sarah Solovay — автор
- Shawn Charles — автор

## Чарты
| Чарт (2020)                         | Высшая позиция |
| ----------------------------------- | -------------- |
| Австралия (ARIA)                    | 14             |
| Австрия (Ö3 Austria Top 40)         | 19             |
| Бельгия/Фландрия (Ultratop 50)      | 30             |
| Бельгия/Валлония (Ultratop 50)      | 41             |
| Канада (Billboard Canadian Hot 100) | 53             |
| СНГ (TopHit Airplay)                | 11             |
| Чехия (Rádio – Top 100)             | 40             |
| Чехия (Singles Digitál Top 100)     | 45             |
| Дания (Tracklisten)                 | 34             |
| Финляндия (Suomen virallinen lista) | 15             |
| Франция (SNEP)                      | 113            |
| Германия (GfK)                      | 16             |
| Венгрия (Single Top 40)             | 9              |
| Венгрия (Stream Top 40)             | 20             |
| Ирландия (IRMA)                     | 7              |
| Израиль (Media Forest)              | 5              |
| Литва (AGATA)                       | 19             |
| Нидерланды (Dutch Top 40)           | 16             |
| Нидерланды (Single Top 100)         | 19             |
| Новая Зеландия (RMNZ)               | 26             |
| Норвегия (VG-lista)                 | 10             |
| Польша (Polish Airplay Top 100)     | 5              |
| Португалия (AFP)                    | 76             |
| Румыния (Airplay 100)               | 27             |
| Россия (TopHit Airplay)             | 24             |
| Шотландия (OCC Scotland)            | 9              |
| Словакия (Singles Digitál Top 100)  | 31             |
| Словения (SloTop50)                 | 32             |
| Швеция (Sverigetopplistan)          | 26             |
| Швейцария (Schweizer Hitparade)     | 18             |
| Украина (TopHit Airplay)            | 24             |
| Великобритания (OCC UK Singles)     | 7              |
| США (Billboard Digital Song Sales)  | 21             |